# Diamond D-Jet
Diamond D-JET je enomotorni zelo lahek reaktivec avstrijskega podjetja Diamond Aircraft Industries.. Zgrajen je večinoma iz kompozitnih materialov. Kapaciteta je pet sedežev vključno s pilotom. Okvirna cena letala je $1,89 milijona.
Februarja 2013 so zaradi reorganizacije suspendirali razvoj, vendar ne dokončno preklicali. Delavce na D-jetu so odpustili. 
Namenjen je strankam, ko si hkrati lastnik in tudi pilot. Bil naj bi bolj praktičen in ekonomičen kot dvomotorna Eclipse 500 in Cessna Citation Mustang. Z omejitvijo višine na 25 000 čevljev (7600 m) naj bi bil bolj varen v primeru odpovedi presurizacije. 
Februarja 2008 je Diamond objavil, da bodo letalo sestavljali v kraju London, Ontario, Kanada in ne v Wiener Neustadtu, Avstrija, kjer je sedež podjetja

## Tehnične specifikacije (D-JET)
Podatki iz Diamond Aircraft
Splošne značilnosti
- Posadka: 1 pilot
- Število sedežev: Štirje potniki
- Dolžina: 10,7 m (35 ft 1 in)
- Razpon kril: 11,5 m (37 ft 9 in)
- Višina: 3,6 m (11 ft 10 in)
- Bruto teža: 2.320 kg (5.115 lb)
- Kapaciteta goriva: 789,25 kg
- Pogon letala: 1 × Williams FJ33-4A-19 turbofan, 8,5 kN (1.900 lbf) potisk motorjev

Zmogljivost
- Maks. hitrost: 583 km/h (362 mph; 315 kn)
- Potovalna hitrost: 444 km/h (276 mph; 240 kn)
- Doseg: 2.500 km (1.553 mi; 1.350 nmi)
- Višina leta: 7.600 m (24.934 ft)
- Hitrost vzpenjanja: 8,467 m/s (1.666,7 ft/min)
- Čas do višine: Do 7600 metrov  15 minut